# Smardzówki
Smardzówki – nieoficjalny przysiółek wsi Wypnicha, w Polsce, w województwie lubelskim, w powiecie lubartowskim, w gminie Michów.
Przysiółek należy do sołectwa Wypnicha.
Miejscowość nie figuruje w spisach w systemie TERYT. W PRNG zapisano jej nazwę na podstawie mapy. Statut dla tego obiektu geograficznego to niestandaryzowany przysiółek wsi Wypnicha.
W latach 1975–1998 miejscowość administracyjnie należała do województwa lubelskiego.